# Parque nacional de Korup
El Parque nacional de Korup está en la provincia sudoeste de Camerún y se extiende sobre 1260 kilómetros cuadrados de bosque primario en su mayoría intacto. Es considerada una de las selvas tropicales más antiguas y ricas de África en términos de diversidad de flora y fauna. 
Posee infraestructura hotelera básica y una amplia red de senderos abiertos a los visitantes. El parque es un destino popular y famoso por permitir la observación de aves y primates (incluyendo especies tales como el colobo rojo de Preuss, cercopiteco de orejas rojas y los chimpancés de Nigeria). Ellas sirvieron como telón de fondo para rodar algunas escenas de la película «Greystoke, la leyenda de Tarzán, el rey de los monos».

## Imágenes

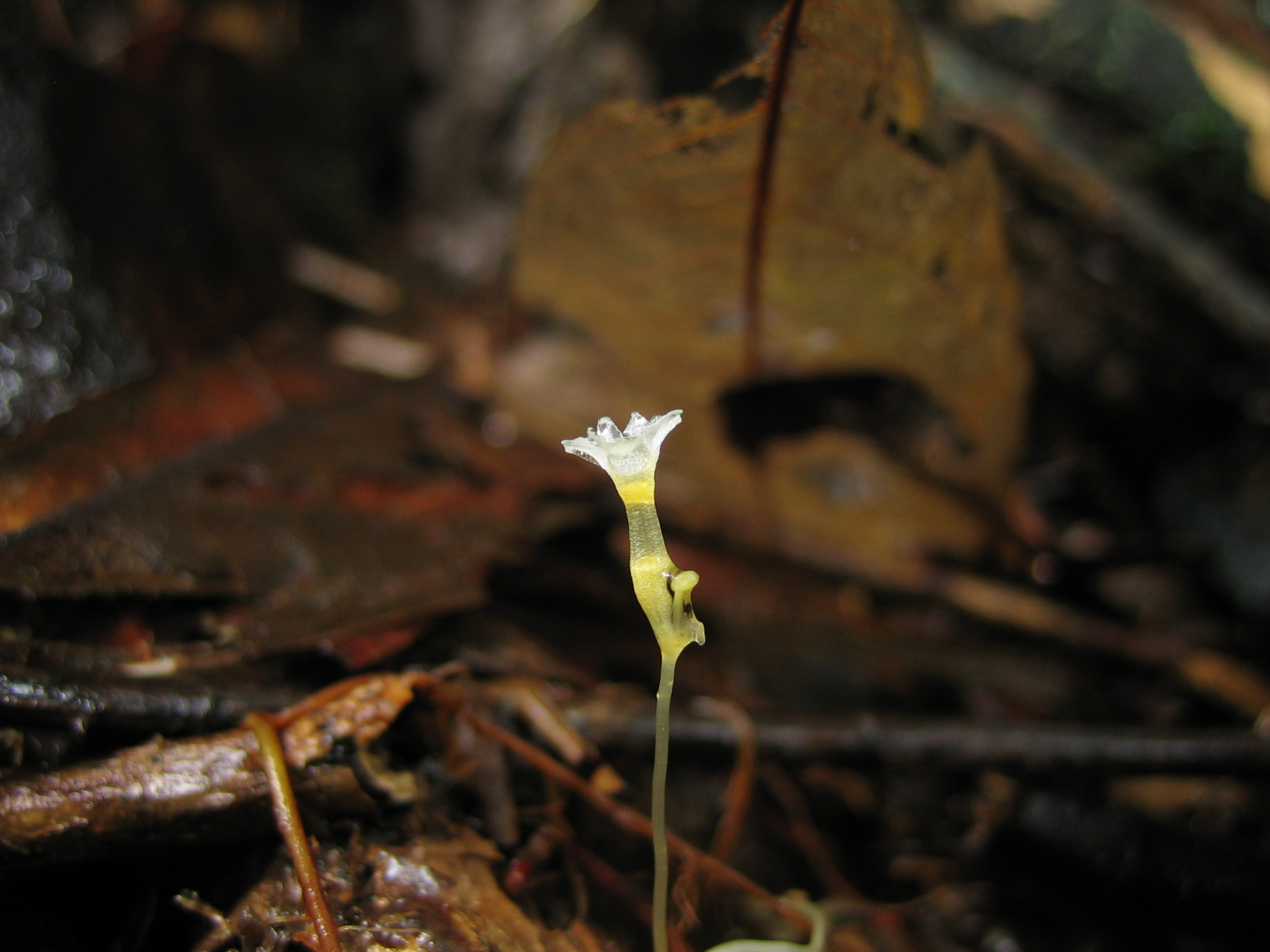
Gymnosiphon.
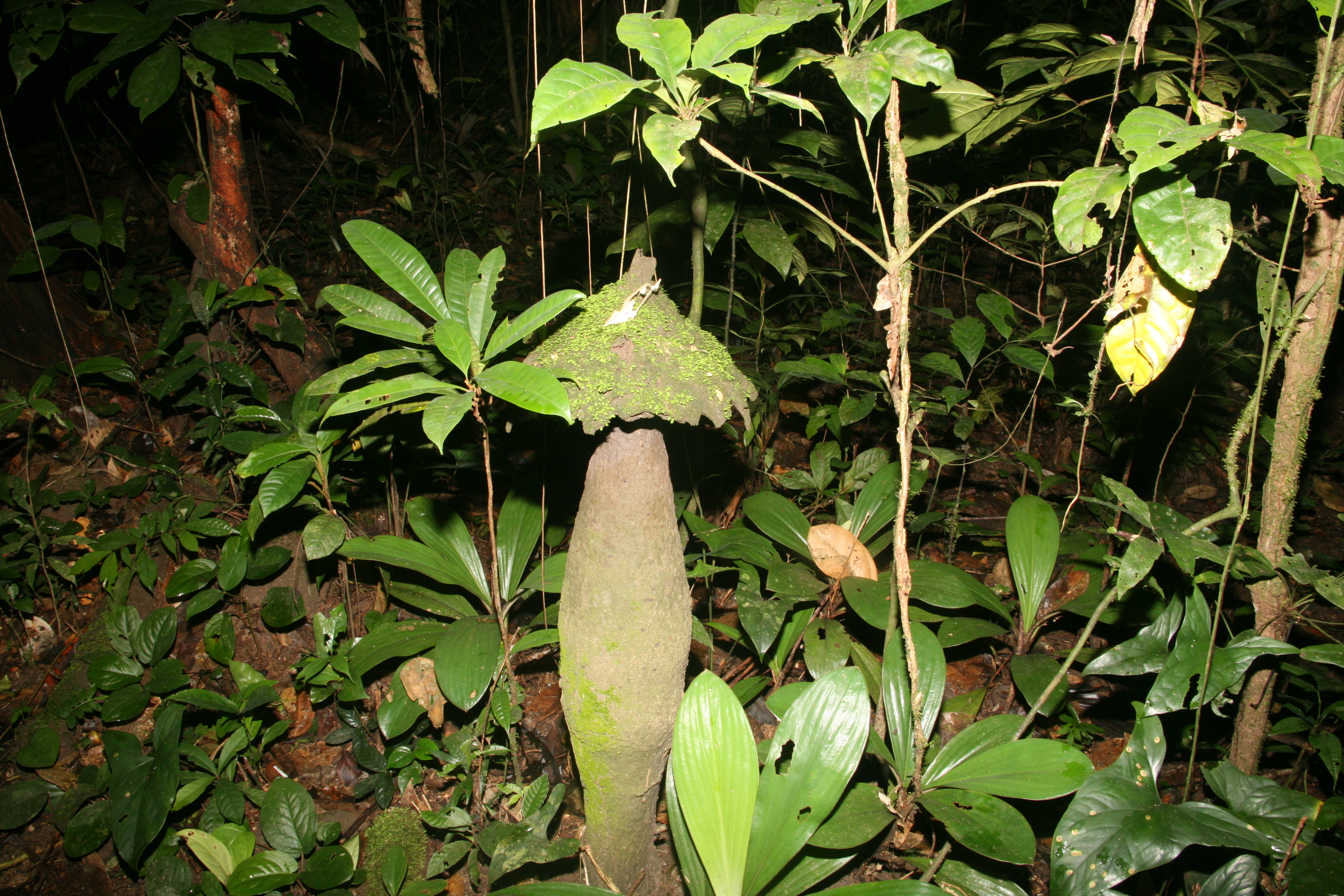
Termitas.
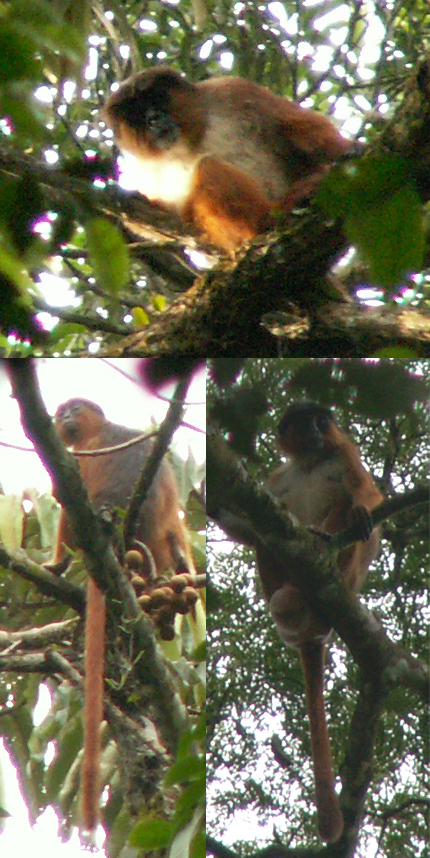
Colobo rojo de Preuss en el parque.